# Carne di tìblizze del Međimurje
La carne di tìblizze è una pietanza salata della cucina regionale del Međimurje, una parte integrante della cucina nazionale croata. Questa ricetta tradizionale, con alto valore calorico, è preparata a base di pezzi pregiati di carne suina, di preferenza prosciutto della zona lombare, che durante la preparazione viene messa in un contenitore particolare, di forma tronco-conica denominato "tìblizze". Il contenitore è fatto di legno, spesso quelli odierni sono metallici, rifiniti con una protezione interna di smalto. La carne viene conservata in questi contenitori, insieme al grasso che fa da condimento e mantenendosi morbida, presentando una certa somiglianza a quella che in Piemonte è nota come salame della duia.
Questa preparazione è oggetto di una richiesta di riconoscimento particolare presso l'Unione europea, dove è stata depositata la richiesta di iscrizione ai prodotti ZOI e ZOZP croati nella categoria degli IGP.

## Preparazione
I pezzi di carne destinati alla preparazione del tìblizze sono preparati sfregandoli con aglio e sale, poi sono lasciati in salamoia per diverse settimane, in luogo fresco e buio. Il passaggio in salamoia è importante perché la carne sia poi conservabile a lungo, una volta immessa nel tìblizze, dove potrà rimanere anche molti mesi.
Dopo la salatura, la carne è trattata al calore e affumicata, attraverso una cottura in forno. I pezzi, una volta raffreddati, sono messi nel tìblizze a poco a poco, formando degli strati, intervallati da quadrettini di lardo tritato, che riempia bene lo spazio che altrimenti occuperebbe l'aria tra i pezzi di carne, in modo tale che non ci sia ossigeno all'interno del contenitore. Il trito di lardo è preparato usando il grasso sottocutaneo del maiale, tagliato in grandi cubi, posti a bollire, poi tagliati in listelle e passati al tritacarne. Come condimenti, sono aggiunti il sale, il pepe, l'alloro, aggregati nella massa di grasso che viene aggiunta alla carne al momento di immetterla nel contenitore.
Oltre alla coscia e al lombo, talvolta la carne di maiale utilizzata per il tìblizze può provenire anche da altre parti (spalla, collo) o lingue di maiale affumicate o salsicce.

## Presentazione
La carne deve rimanere a riposo nel tìblizze per almeno due settimane per poter maturare, avendo cura di mantenerlo in un luogo fresco e buio. Passato questo periodo, se necessario, si può rimuovere dal contenitore.
Si serve come antipasto o come secondo piatto, come snack freddo separatamente o insieme al grasso, a formaggio fresco spalmabile, a ricotta, panna acida, cipolle fresche o altri piatti tradizionali.

## Galleria d'immagini

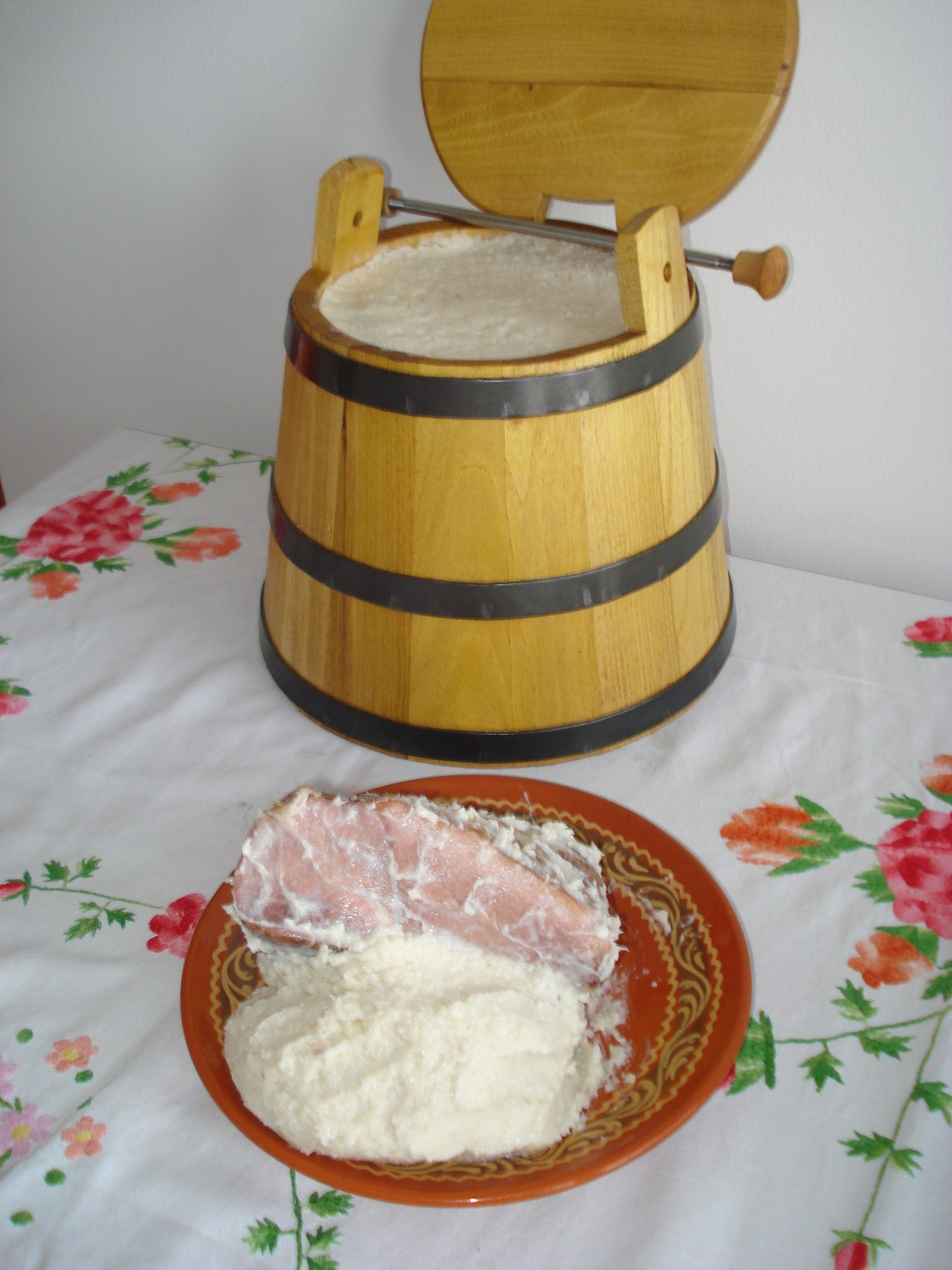
Carne e lardo nel tìblizze
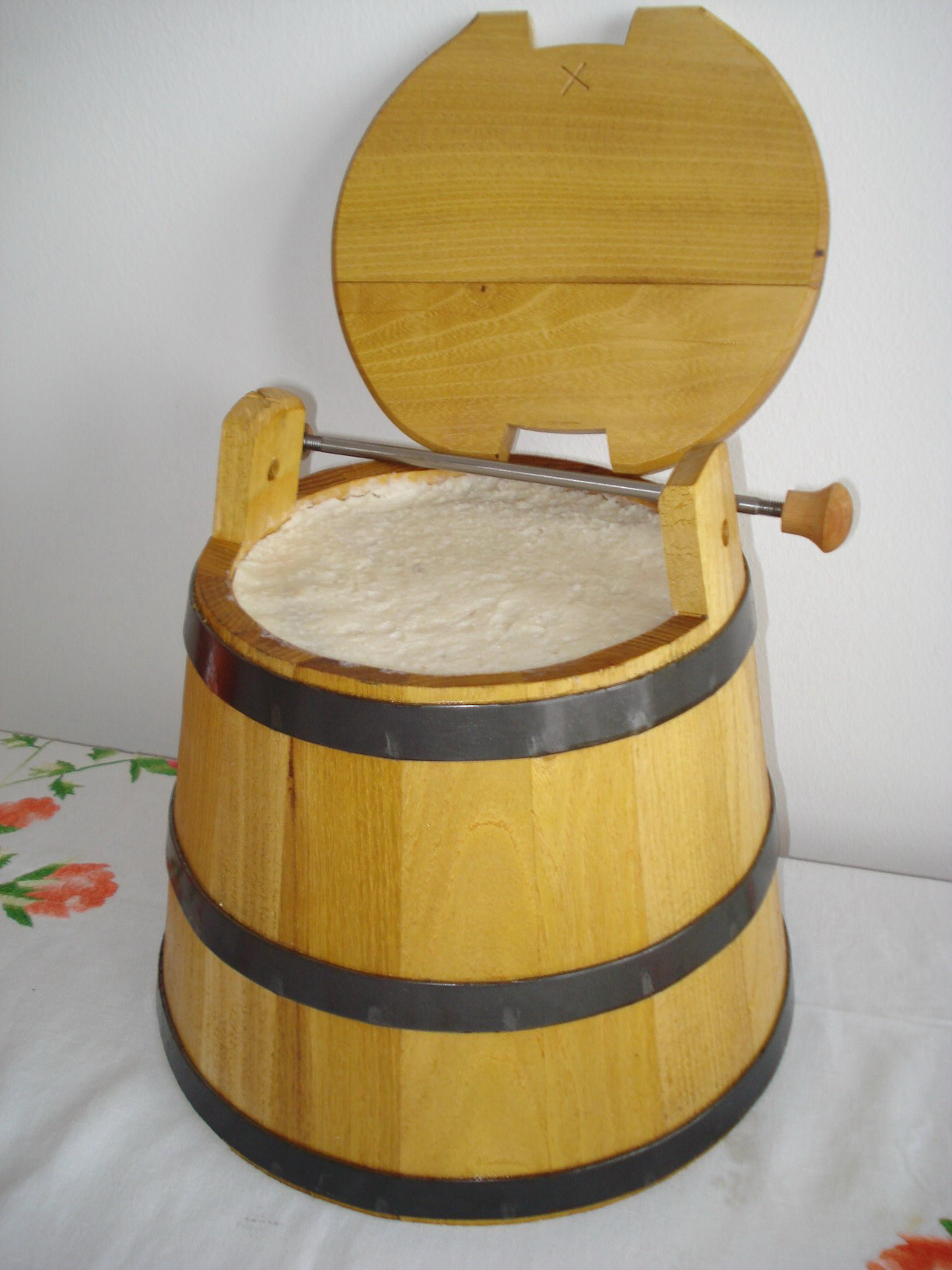
Contenitore riempito con la carne e il lardo
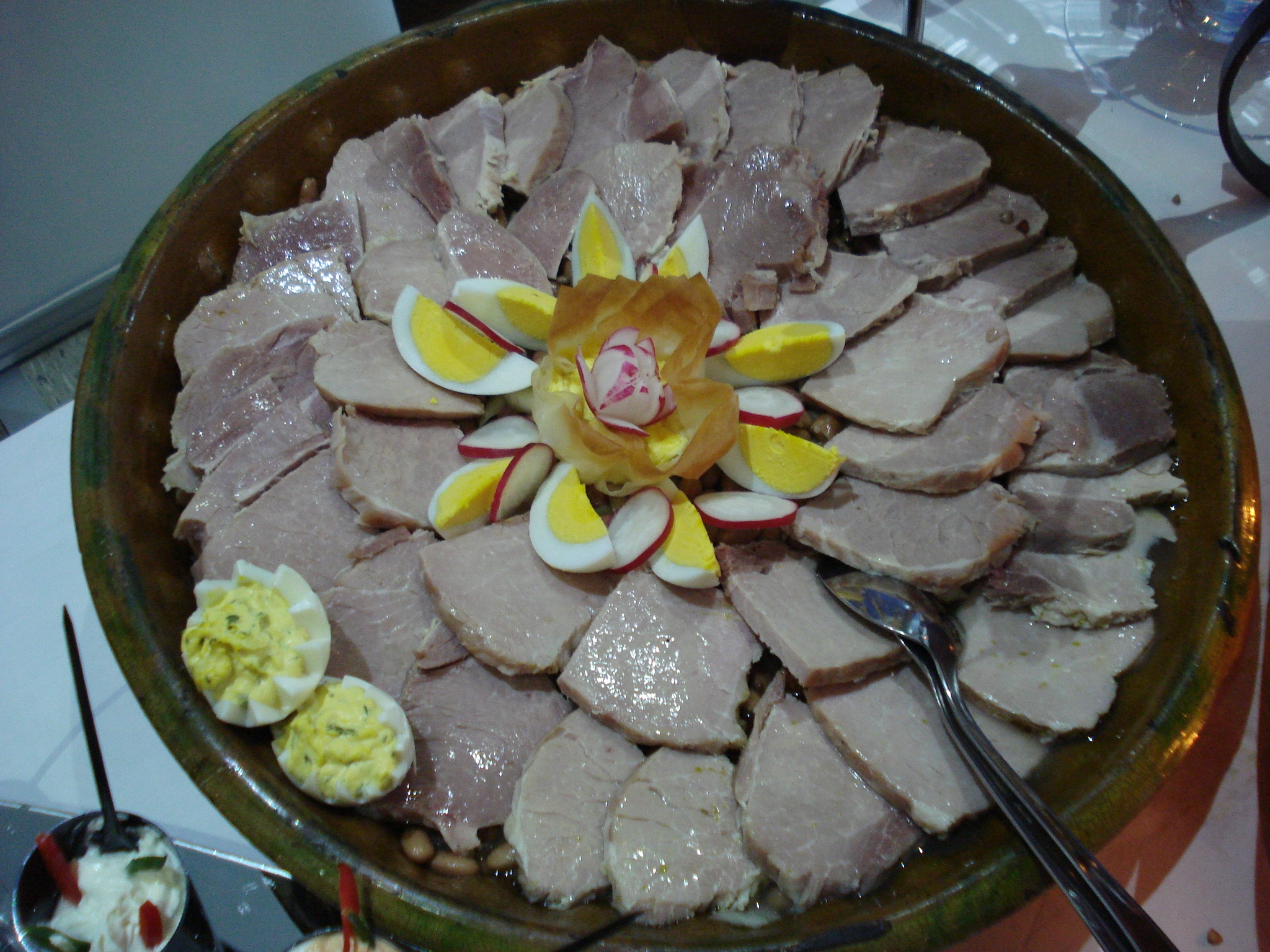
Carne di tìblizze servita sul piatto
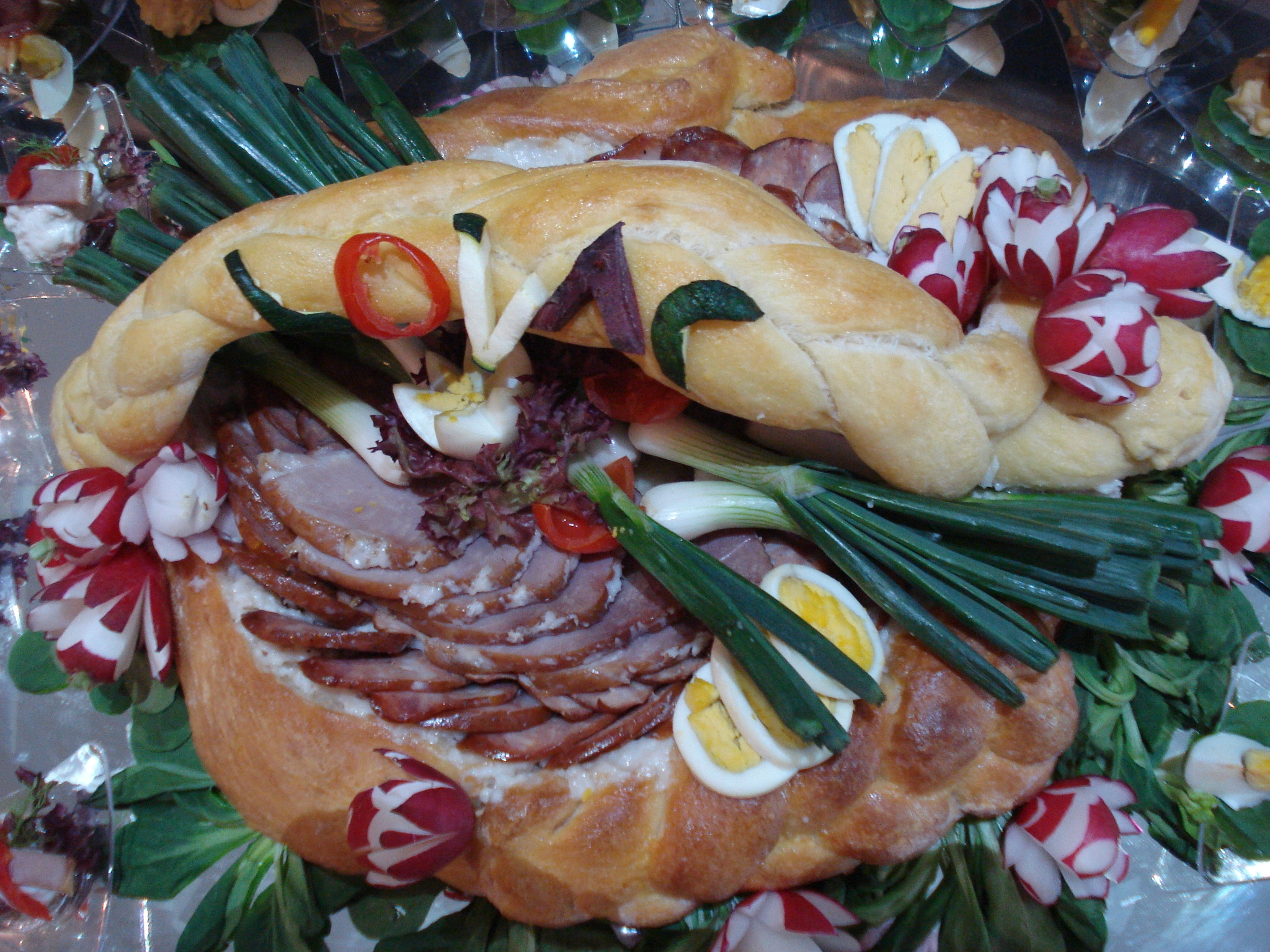
Combinazione gastronomica del Međimurie
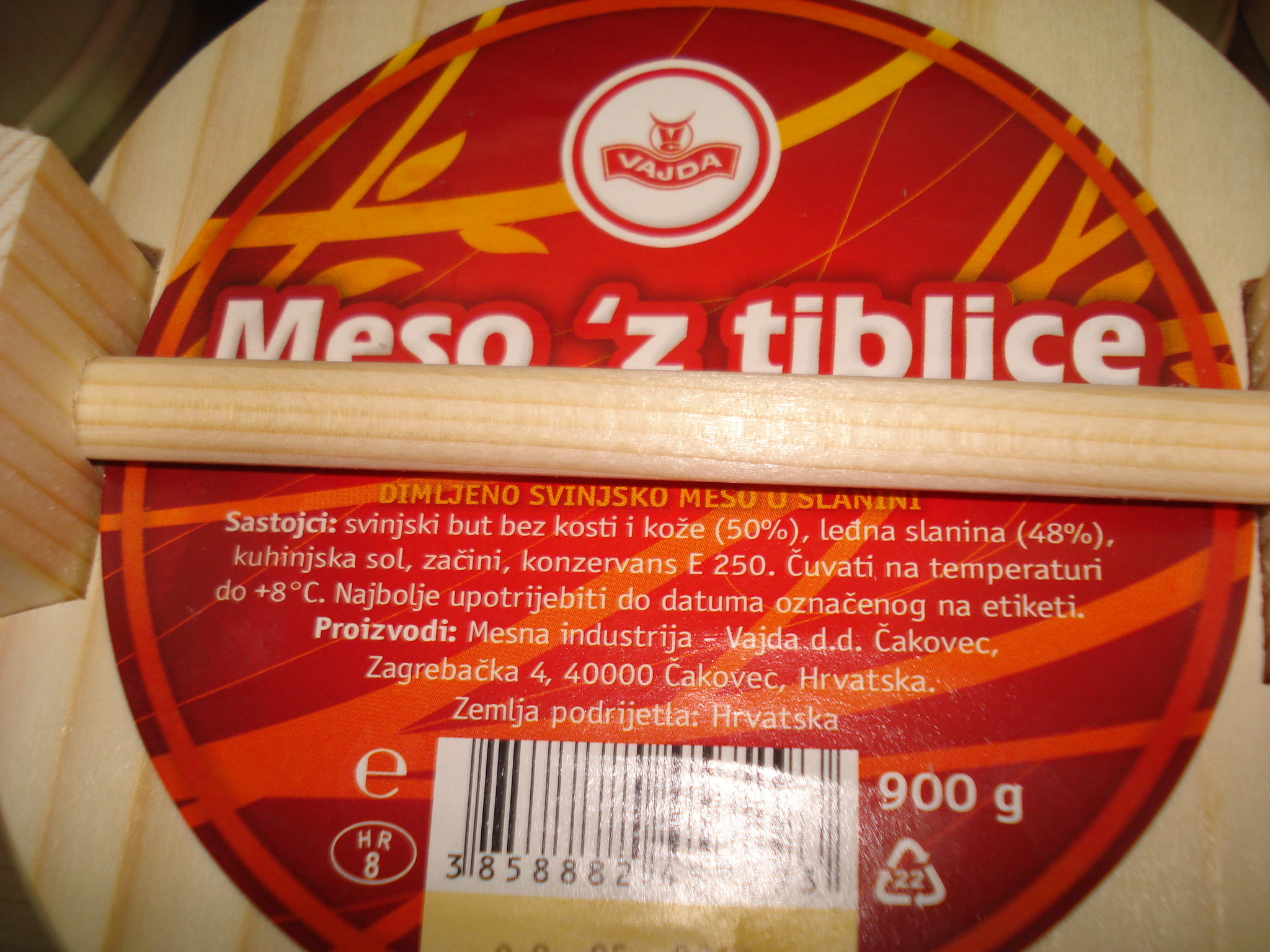
Etichetta di un prodotto commerciale